# نظام إدارة المعلومات
نظام إدارة المعلومات (بالإنجليزية: Information Management System وإختصاراً IMS)‏ يستخدم هذا المصطلح للأنظمة المختصة بإدارة المعلومات على هيأتها البسيطة في صورة أو رقم أو أختيار بين مجموعة قيم. الـ IMS ممكن ان يكون للشركات والهيئات والمنظمات ولكل من يحتاج لنظام لإدارة معلوماته والبيانات الخاصة بعمله.
مثال لإدارة المعلومات :
- العملاء / البيانات الخاصة بهم.
- أعضاء العمل.
- بيانات الاشتراكات بالموقع.
- درجات الطلاب بالمدارس... والكثير

## طريقة العمل
- النظام مقسم حسب الاقسام الرئيسية المراد إدارتها.
- طرق التحكم في أي معلومات : إضافة - حذف - تعديل(+ تغير الحالة)
- طرق العرض : البحث (بأحد الحقول) / العرض في جداول (عن طريق حقل معين وبترتيب معين)
- إدارة لمستخدمى النظام وصلاحياتهم.. مقسمة على الاقسام الرئيسية للنظام وأسفلها (إماكنية العرض، البحث، الإضافة، التعديل أو/و الحذف)

مثال على ذلك :
الاقسام : إدارة العملاء، إدارة الدورات
المستخدمين : أحمد : يستطيع العرض، لا يستطيع الإضافة أو التعدديل أو الحذف
ظهور مثل هذا التعبير بهذا الفكر المنظم ربما يساعد الكثيرين على العمل بهذه الأنظمة بطريقة أكثر منطقية وتنظيمية.
سيوفر هذا النظام على الكثير من المطورين والعاملين بحقل البرمجيات وتطوير الأنظمة عندما يكون هناك منطق واحد مبسط يعمل به ويضيف إاليه الكثيرون.
قريبا سيكون هناك نظام (بسيط مبدأيا) باسم : andy IMS سيقوم بتنفيز المنطق الرئيسيى لهذا التعبير أو المصطلح بكل ما تم ذكره بالأعلى.